# 華鬘

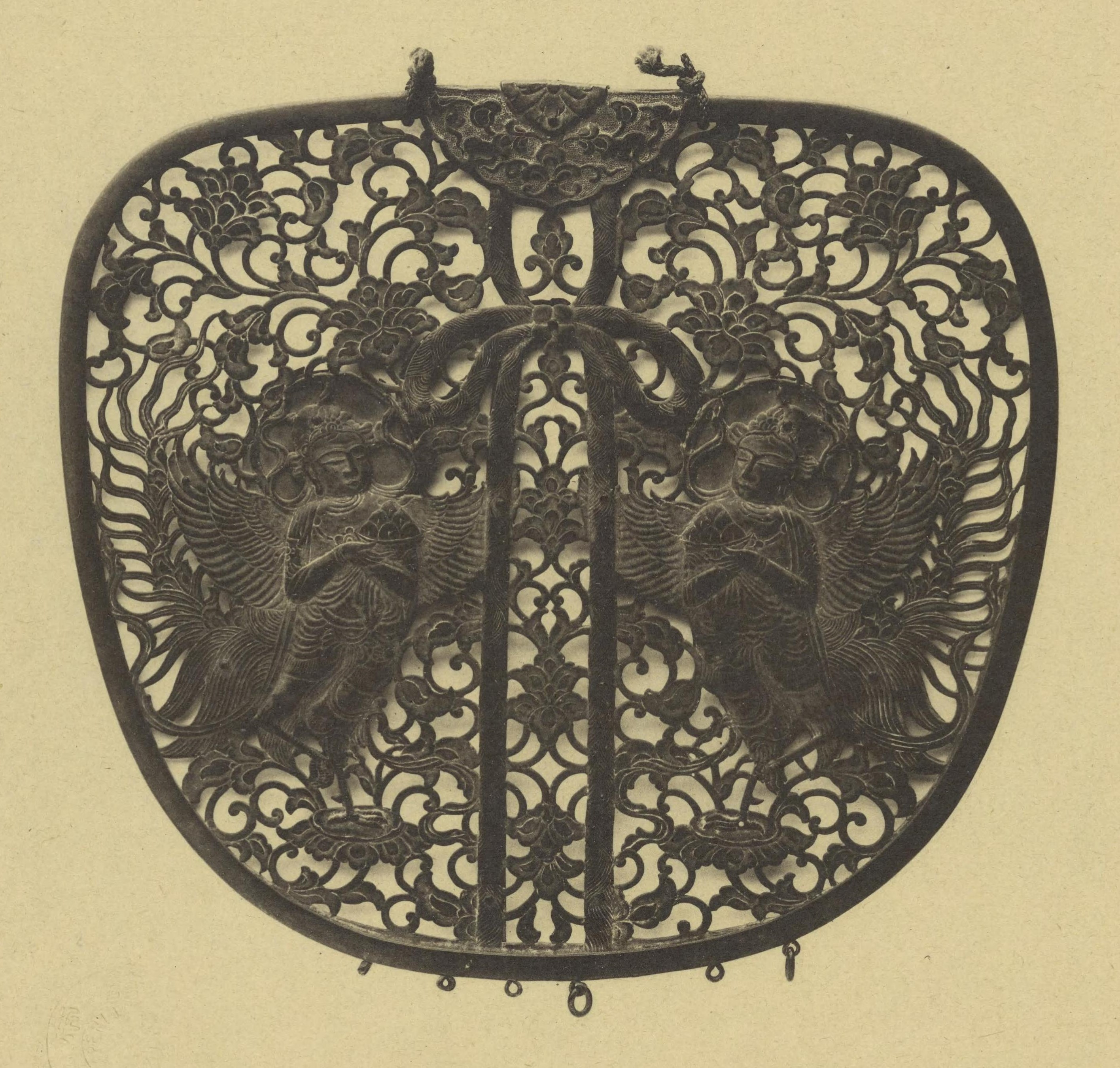
中尊寺の金銅華鬘（迦陵頻伽文、国宝）。12世紀

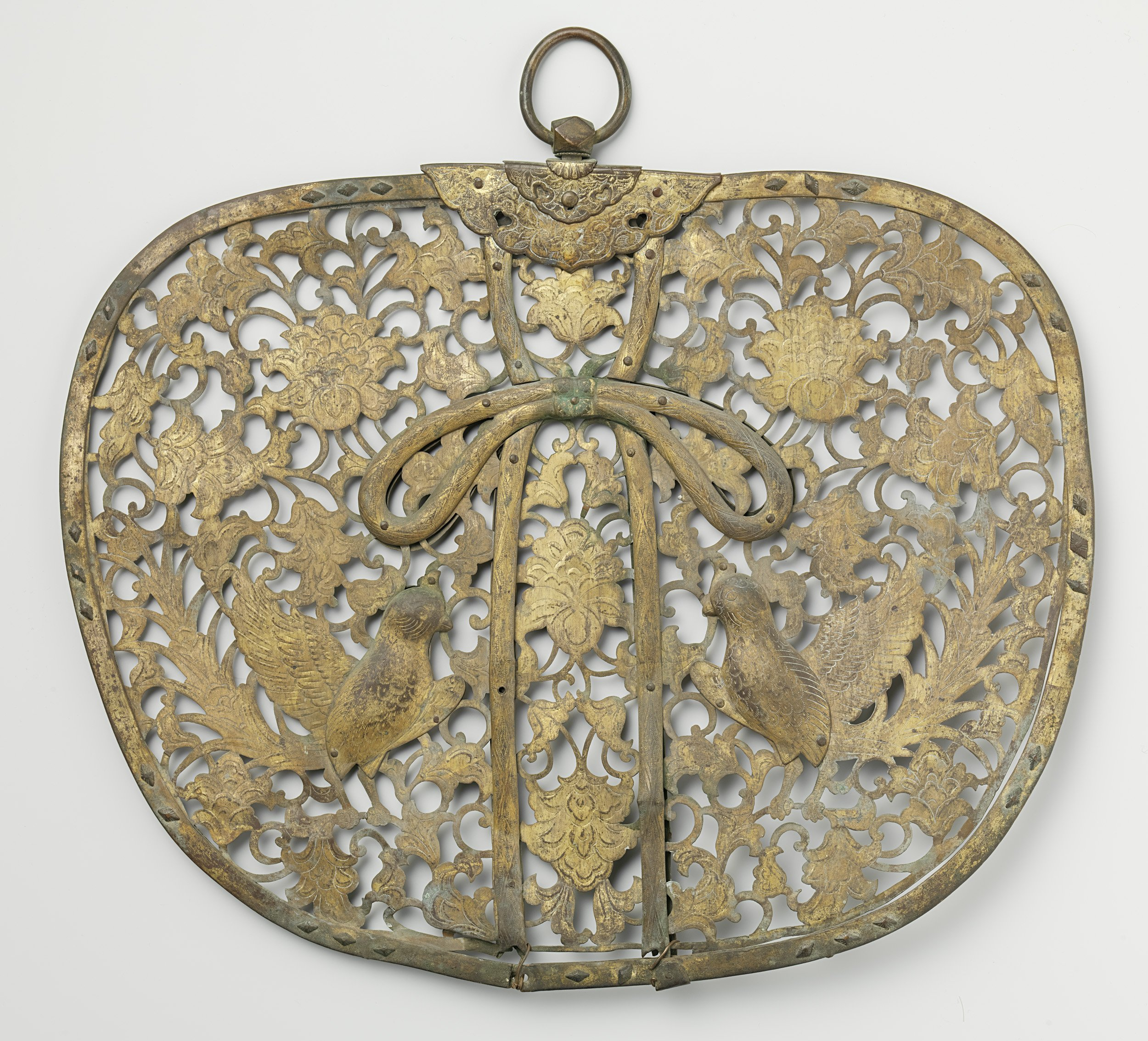
青銅製の華鬘。13世紀

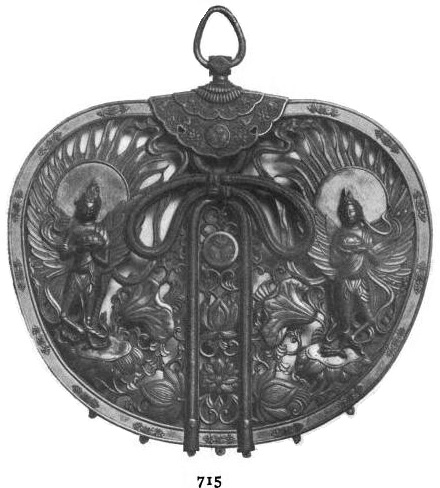
徳川家の華鬘

華鬘（けまん）は、仏堂における荘厳具のひとつ。花鬘、花縵とも書く。梵語の「クスマ・マーラー（kusamamala）」の漢訳で、倶蘇摩摩羅と音写される(倶蘇摩が花、摩羅が鬘=髪飾り)。金銅・牛革製の円形または楕円形のものに、唐草や蓮華 (れんげ) を透かし彫りにして、下縁に総状の金物や鈴を垂らすもの。

## 概要
華鬘は、元々は生花で造られたリング状の環（花環）で、装身具であったものが僧などに対して布施されたものと考えられている。本来僧は出家したものであり自分の身を飾ることができないことから、布施された花環を仏を祀る仏堂を飾るものへと変化したものと見られる。それが恒常化して、中国や日本では金銅製などの金属でできたものや、木製・皮製のものなどで造られるようになった。インドでもさまざまな素材で作られていた。
形状は、主に団扇型でその頂に紐で吊るすための環がついており、宝相華文や蓮華文などのほか、迦陵頻伽や種子などが施されたものがあり、揚巻結が付されている。
平安時代の代表作として、京都・東寺の「迦陵頻伽文牛皮華鬘」（奈良国立博物館蔵）、岩手県中尊寺金色堂の「金銅宝相華文透彫華鬘」などがある。